# ソニーグローバルマニュファクチャリング&オペレーションズ
ソニーグローバルマニュファクチャリング&オペレーションズ株式会社（英: Sony Global Manufacturing & Operations Corporation）は、エレクトロニクス機器を扱うソニーグループの企業。ソニー株式会社が100％出資している。
旧社名はソニーイーエムシーエス株式会社（英: SONY EMCS Corporation）。

## 概要

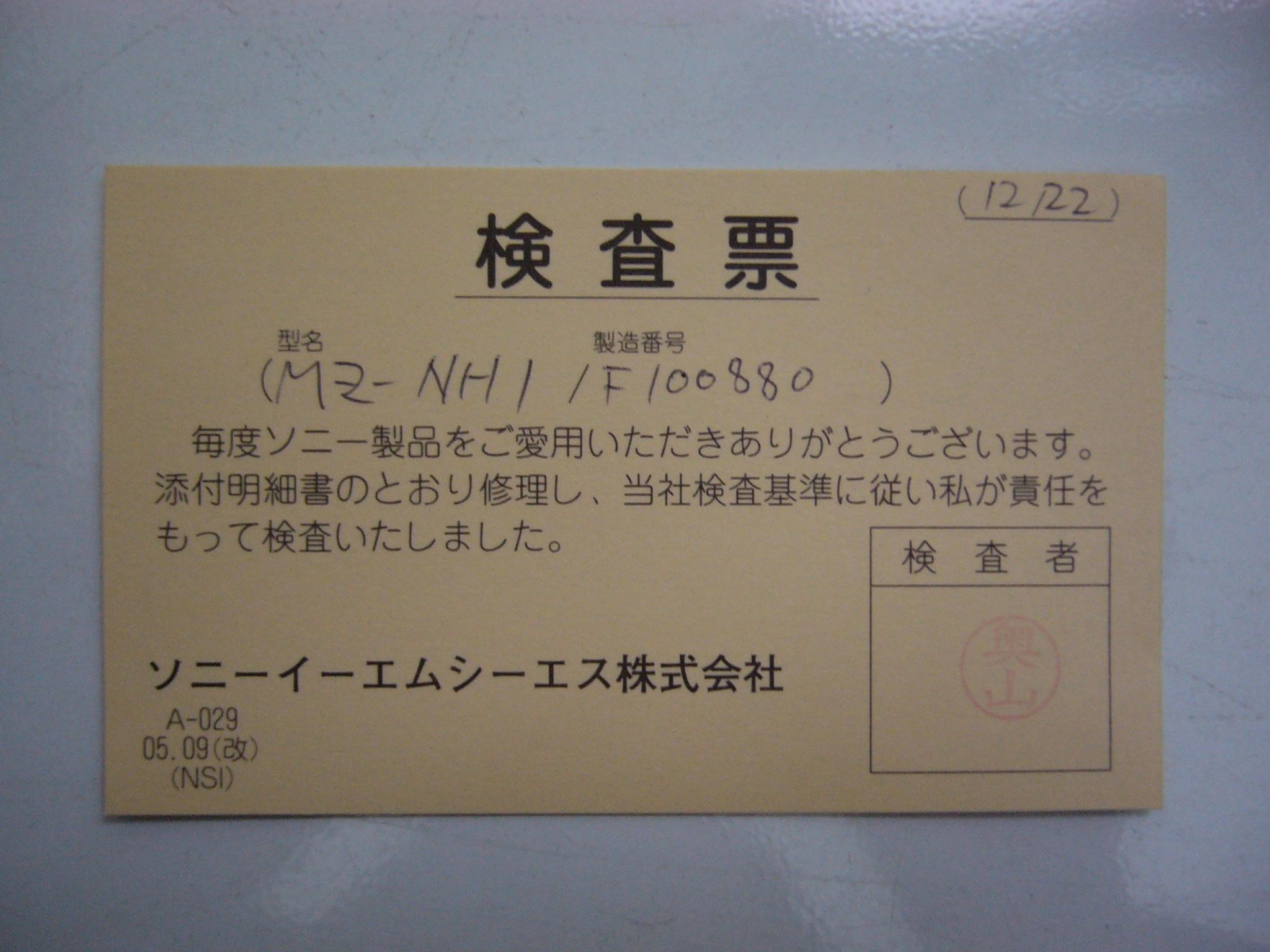
ソニーイーエムシーエス時代の検查票

ソニーのエレクトロニクス機器・デバイスの開発、商品設計、資材調達、生産、物流、顧客サービス、修理など一連の設計・生産・フォローを行っている。商品開発から設計はソニー、量産・派生機種の設計は各テックにて行われている。一部の商品カテゴリーでは開発から各テックにて行うものもある（デジタルカメラ、カムコーダ製品の一部、モジュールなど）。販売後のカスタマーサービスは、主にテクノロジーサイトでの修理対応および電話受付などを行っている。
なお、各テックごとに担当生産商品のカテゴリーは決まっており、ソニーの事業部門ごとに所管テックがある。また、一部のテックではソニー・インタラクティブエンタテインメントの製品の設計製造も行っている。
製造面では、表面実装技術の初期からの導入や、当時主流だったベルトコンベアーによる流れ作業を廃し、セル生産方式を最初に導入したといわれている。
ソニーイーエムシーエス時代から、各テック以外に、親会社であるソニーの事業所内にある組織もあり、ソニーとの業務の境界が曖昧な部分もあった。また、ソニーとの人事往来は主に技術職に多く、相互の出向が盛んである。ソニーの海外事業所の統括および技術支援を行う部署もあり、海外事業所への人事出向も多く行われている。

## 沿革
- 2000年（平成12年）
  - 7月26日 - 日本国内の13生産事業所[注釈 1]を統合し、組立系設計・生産プラットフォーム会社「ソニーEMCS AV/IT(仮称)」を2001年4月に設立することを発表。
  - 10月18日 - ソニー中新田及びSony Industries Taiwan（台湾 高雄市）の2生産事業所をEMS企業であるソレクトロンへ売却すると発表。ソニー中新田の統合は中止。その後、ソニー中新田は、ソレクトロン ジャパン株式会社を経て、現在はケイテック株式会社[4]。
- 2001年（平成13年）4月1日 - ソニーイーエムシーエス株式会社が発足。各生産事業所は「テック」[注釈 2]、各社社長は「テックプレジデント」と改称。
- 2002年（平成14年）10月1日 - ソニー浜松株式会社（静岡県浜松市）、ソニーコンポーネント千葉株式会社（千葉県香取郡小見川町）を合併。ソニー浜松は浜松テックへ、ソニーコンポーネント千葉は千葉テック東金工場、同小見川工場にそれぞれ改称。
- 2003年（平成15年）10月30日 - 国内生産体制、カスタマーサービス体制の再編強化として以下を発表。
  - 千葉テック東金工場を東日本CSフロントセンターに再編。千葉テック小見川工場を小見川テックに改称。
  - 瑞浪テックを西日本CSフロントセンターへ再編。
  - 同時に千葉テック東金工場を東金テクノロジーサイト、瑞浪テックを瑞浪テクノロジーサイトと改称。
- 2006年（平成18年）1月26日 - 国内設計生産体制の再編として、埼玉テックの2006年3月末での閉鎖を発表。
- 2009年（平成21年）
  - 1月22日 - 液晶テレビの生産体制の再編として、一宮テックでのテレビ設計・生産を2009年6月に終了し、稲沢テックへの集約を発表。
  - 5月14日 - 国内製造事業所を再編として以下を発表。
    - 幸田テックおよび美濃加茂テックの統合により、東海テックを設立。幸田テックを幸田サイトに、美濃加茂テックを美濃加茂サイトと改称。
    - 小見川テック、浜松テック、千厩テックの生産活動を2009年12月末をもって終了。
- 2010年（平成22年）
  - 4月1日 - 長野テックを長野テクノロジーサイトに改称。
  - 6月22日 - 機構改革を実施。
    - 稲沢テック、湖西テックについて、東海テックと2010年7月1日付をもって統合し、稲沢サイト、湖西サイトとそれぞれ改称。東海テックは幸田サイト、美濃加茂サイト、稲沢サイト、湖西サイトの4サイト体制となる 。
    - 瑞浪テクノロジーサイトの一部業務についてソニーサプライチェーンソリューション株式会社へ移管。
- 2011年（平成23年）10月7日 - ソニーマニュファクチュアリングシステムズ株式会社（SMS）と2012年4月1日を以て合併すると発表。当社を存続会社とし、SMSの事業は当社各拠点に移管する。
- 2012年（平成24年）
  - 3月29日 - 2012年4月1日を以て、東海テック及び木更津テックの廃止、幸田サイト、美濃加茂サイト、稲沢サイト、湖西サイト、木更津サイトの設置、SMSの事業はSMSカンパニーとして継承すると発表。
  - 3月31日 - 資本金の額を66億4100万円減少し1億円とした。
- 2013年（平成25年）3月31日 - 美濃加茂サイトを閉鎖。跡地は同年12月に千趣会が取得。
- 2014年（平成26年）7月1日 - 長野テクノロジーサイトをVAIO株式会社へ移管。
- 2016年（平成28年）4月1日
  - ソニーから調達・物流・品質管理などの実務機能を移管を受けた上で、商号をソニーグローバルマニュファクチャリング&オペレーションズ株式会社へ変更[2][3]。
  - ナノトップ株式会社をソニーの100%子会社から、当社の100%子会社[5]とする。
- 2021年（令和3年）10月1日 - ソニーエンジニアリング株式会社を吸収合併[6]。
- 2023年（令和5年）6月29日 - 2024年6月末をもって湖西サイトの幸田サイトへの集約を発表[7]。

## 事業所（サイト等）一覧
- 木更津サイト - 千葉県木更津市　顧客サービス並びにプレイステーション、FeliCaなどを製造。
- 豊橋サイト - 愛知県豊橋市　 VR/着るエアコンを製造(2025年8月より稼働)
- 幸田サイト - 愛知県額田郡幸田町　主にビデオカメラ、デジタルスチルカメラ生産部門。
- 稲沢サイト - 愛知県稲沢市　設計・技術拠点、主にBRAVIA生産部門、AV機器のプリント基板実装拠点[注釈 3]。
- 品川オフィス - 東京都港区港南1-7-1（本社と同一）
- 大崎オフィス - 東京都品川区大崎2-10-1
- 御殿山オフィス - 東京都品川区東五反田2-21-28
- みなとみらいオフィス - 神奈川県横浜市西区みなとみらい5丁目1番1号
- 厚木オフィス（厚木テクノロジーセンター） - 神奈川県厚木市旭町4-14-1
- 厚木オフィス（厚木第2テクノロジーセンター） - 神奈川県厚木市岡田4-16-1
- 湘南オフィス - 神奈川県藤沢市辻堂新町3-3-1

## 関連会社
- ナノトップ株式会社 - 山形県米沢市万世町桑山字下松木2737-1